# Oléac-Debat
Oléac-Debat är en kommun i departementet Hautes-Pyrénées i regionen Occitanien i sydvästra Frankrike. Kommunen ligger i kantonen Pouyastruc som tillhör arrondissementet Tarbes. År 2022 hade Oléac-Debat 183 invånare.

## Befolkningsutveckling
Antalet invånare i kommunen Oléac-Debat
| Referens: INSEE |